# Viktor Schneider
Viktor Schneider – były niemiecki biegacz narciarski uczestniczący w zawodach w latach 20. XX wieku. W 1927 roku wystartował na mistrzostwach świata w Cortina d’Ampezzo zdobywając brązowy medal w biegu na 18 km. Został tym samym pierwszym niemieckim medalistą mistrzostw świata. W biegu na 18 km wyprzedzili go jedynie: zwycięzca John Lindgren ze Szwecji oraz drugi na mecie František Donth z Czechosłowacji.

## Osiągnięcia

### Mistrzostwa świata
| Miejsce | Dzień    | Rok  | Miejscowość       | Konkurencja          | Czas biegu | Strata    | Zwycięzca     |
| ------- | -------- | ---- | ----------------- | -------------------- | ---------- | --------- | ------------- |
| 3.      | 9 lutego | 1927 | Cortina d’Ampezzo | 50 stylem klasycznym | 4:11.52 h  | +6:52 min | John Lindgren |